# Sanguine (roman)
Pour les articles homonymes, voir Sanguine (homonymie).
Sanguine (Tantalize) est un roman de Cynthia Leitich Smith (en) paru en 2007.

## Résumé
Quincie, lycéenne de 17 ans, aide son oncle au restaurant familial depuis la mort de ses parents.
Le restaurant, risquant de fermer est transformé en restaurant vampirique. Vaggio, le chef cuisinier, est assassiné. Kieren, le meilleur ami à demi-loup-garou de Quincie, est suspecté du meurtre. Et le nouveau chef cuisinier, Brad, cache quelque chose.
Entre vrais loups-garous, faux vampires et authentiques criminels, Quincie court un danger à la fois terrible et excitant…